# Łuków (district)
Łuków (powiat łukowski) is een Pools district (powiat) in de woiwodschap Lublin. Het district heeft een oppervlakte van 1394,09 km² en telt 108.911 inwoners (2014).

## Steden
- Łuków
- Stoczek Łukowski

Stadsdistricten:
Biała Podlaska · Chełm · Lublin · Zamość

Districten:
Biała Podlaska · Biłgoraj · Chełm · Hrubieszów · Janów Lubelski · Krasnystaw · Kraśnik · Lubartów · Lublin · Łęczna · Łuków · Opole Lubelskie · Parczew · Puławy · Radzyń · Ryki · Świdnik · Tomaszów Lubelski · Włodawa · Zamość